# Archidiecezja Ende
Archidiecezja Ende (łac. Archidioecesis Endehena, indonez. Keuskupan Agung Ende) – rzymskokatolicka archidiecezja ze stolicą w Ende w prowincji Małe Wyspy Sundajskie Wschodnie, w Indonezji. Arcybiskupi Ende są również metropolitami metropolii o tej samej nazwie.
W 2006 w archidiecezji służyło 199 braci i 522 sióstr zakonnych.

## Sufraganie
Sufraganiami arcybiskupa Ende są biskupi diecezji:
- Denpasar
- Larantuka
- Maumere
- Ruteng.

## Historia
16 września 1913, za pontyfikatu papieża Benedykta XV, Kongregacja Rozkrzewiania Wiary dekretem Ut in insulis erygowała prefekturę apostolską Małych Wysp Sundajskich. Dotychczas wierni z tych terenów należeli do wikariatu apostolskiego Batavii (obecnie archidiecezja dżakarcka).
12 marca 1922 prefekturę apostolską Małych Wysp Sundajskich podniesiono do rangi wikariatu apostolskiego.
Z wikariatu apostolskiego Małych Wysp Sundajskich odłączono:
- w 1936 – wikariat apostolski Timoru Holenderskiego (obecnie diecezja Atambua)
- w 1950 – prefekturę apostolską Denpasar (obecnie diecezja Denpasar)
- w 1951 – wikariat apostolski Larantuka (obecnie diecezja Larantuka) oraz wikariat apostolski Ruteng (obecnie diecezja Ruteng). Zmieniono wtedy również nazwę omawianej jednostki na wikariat apostolski Endeh.
- w 1959 – prefekturę apostolską Weetebula (obecnie diecezja Weetebula).

3 stycznia 1961 papież Jan XXIII podniósł wikariat apostolski Endeh do rangi archidiecezji metropolitarnej. W 1974 zmieniła ona nazwę na obecną.
W 2005 odłączono diecezję Maumere.

## Ordynariusze

### Prefekt apostolski
- Pietro Noyen SVD (1913 – 1921)

### Wikariusze apostolscy
- Arnoldo Verstraelen SVD (1922 – 1932)
- Enrico Leven SVD (1933 – 1950)
- Antoine Hubert Thijssen SVD (1951 – 1961) następnie mianowany biskupem Larantuki

### Arcybiskupi
- Gabriel Manek SVD (1961 – 1968)
- Donatus Djagom SVD (1968 – 1996)
- Longinus Da Cunha (1996 – 2006)
- Vincentius Sensi Potokota (2007 – 2023)
- Paulus Budi Kleden SVD (od 2024)